# 广安寺 (承德)
广安寺，俗称戒台寺，位于中国河北省承德市双桥区狮子沟镇殊像寺村，是一座佛教寺院。该寺从建成到毁灭，从无驻寺僧人。

## 历史
广安寺建于清朝乾隆三十七年（1772年），地处普陀宗乘之庙和殊像寺之间，因主体建筑是“戒台”，故俗称“戒台寺”。广安寺是乾隆帝和蒙古王公举行法会之所。
乾隆帝兴建广安寺的缘由有二，其一是为瞻礼，其二是为皇太后80大寿取“广大广安”之意。但由于皇太后早逝，后一缘由“竟成虚愿”。
清朝时，广安寺不驻喇嘛，由内务府管理。
广安寺大约毁于1930年代。其遗址留存至今，但不甚完整。2008年10月23日，“广安寺遗址”被列为河北省文物保护单位，时代为清，分类为古遗址。

## 建筑
广安寺坐北朝南，占地面积10000平方米，辟有三重山门，共三进院落。
- 第一重山门：藏式白台，正中开有圆拱门，拱门上方嵌乾隆帝御书满、汉、蒙、藏四体文字“广安寺”石匾。山门内院中有四根嘛呢杆一字排列。
- 第二重山门（持胜门）：藏式白台，台上有三座砖砌喇嘛塔，台正中开有拱门，拱门上方正中嵌乾隆帝御书“持胜门”石匾额。两侧各有一座拱形小门，门内有东、西两座小院。东院为两层白台建筑“净香室”，室内供奉佛像，并且设有床铺供休息用。西院有两座较小的白台，为点景建筑。
- 第三重山门：长方形藏式白台。
- 戒台：第三重山门内是第三进院落，院落正中是戒台，面阔、进深均为七间，高三层。外面有乾隆帝题匾“戒台”，内部有乾隆帝题匾“精勤圆澈”。据说，乾隆帝曾经在这里获章嘉国师为其授戒。这座戒台共三层：一层内供三尊护法神，四壁佛龛内供49尊护法神；二层内供四大天王，四壁佛龛内供36尊护法神；三层内供菩萨及28尊护法神。
- 定慧楼：戒台东南方附近有一座白台，台内正中为一座重檐攒尖顶方亭，是该寺唯一一座汉式建筑。内部两山墙上有千佛龛，乾隆帝题汉、满、藏、蒙四体书“定慧楼”石匾。[2]